# Jòrgi Reboul
Pour les articles homonymes, voir Reboul.
Jòrgi Reboul (Georges Reboul en français) est un poète occitan né le 25 février 1901 à  Marseille et mort le 19 juin 1993 dans le 12e arrondissement de Marseille.

## Repères biographiques
- 1901 : Naissance à Marseille, d’un père originaire de Saint-Étienne-de-Lugdarès en Haute Ardèche et d’une mère gavote, de Salignac, petit village près de Sisteron dans les Alpes de Haute Provence.
- 1914 : Alors qu’il se trouve seul à Marignane avec sa mère, le poète prend conscience de sa vocation : « Siau nat longtemps après ma naissença » peut-on lire dans son poème Marinhana.
- 1917 : Travaille comme dessinateur aux chantiers navals de Marseille.
- 1919 : Devient membre des Excursionnistes marseillais. Au cours des randonnées, veut être le premier au sommet pour découvrir le paysage.
- 1923 : De retour du service militaire en même temps qu’il exerce différents métiers avant de trouver une place définitive de secrétaire de lycée, écrit ses premiers poèmes et fréquente les poètes réalistes marseillais, en particulier Valère Bernard et Antoine Conio. Sur eux souffle l’esprit du grand Victor Gelu. Par Antoine Conio, qui préfacera son premier recueil A Couar dubert, Jòrgi Reboul découvre Enric Ner (Han Ryner, 1861-1938).
- 1925 : Fonde en haut du Pic de Bertagne le Calen de Marsiha, foyer de culture provençale.
- 1932 : Participe avec Paul Ricard aux fêtes de la Tarasque organisées à Sainte-Marthe sous le parrainage de Charles Camproux et de son mouvement Occitania. 50 000 personnes y sont présentes. Parution de Senso Relambi.
- 1933 : Alors que l’Espagne n’est pas encore sous le joug du franquisme, Jòrgi Reboul remet à Barcelone, pour le centième anniversaire de la renaissance catalane, au nom des 250 jeunes qui l’accompagnent et du maire de Marseille également présent, le livre d’or des Provençaux au Président de la Généralité de Catalogne.

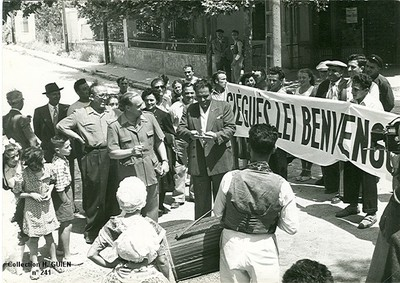
Jòrgi Reboul à Allauch avec Louis Ardissone

- 1935 : Lors des élections municipales, avec Ricard, Camproux, Valentin, avec qui il collait dans les villages varois les affiches du Parti Provençal, est inquiété par la gendarmerie.
- 1936 : Fondation de l’Auberge de Jeunesse d’Allauch.
- 1937 : Parution de Terraire Nou.
- 1939-1945 : Prisonnier en Allemagne puis évasion. Soustrait avec Paul Ricard la tête de la statue de Frédéric Mistral destinée à la fonte puis la restitue à la Libération pour sa réinstallation place du forum en Arles.
- 1945-1980 : reprise des activités du Calen.
- 1963 : Stage de l’IEO à La Ciotat entouré de la nouvelle génération occitaniste qui l’a rejoint.
- 1965 : Parution de Chausida.
- 1976 : Le Centre International de Documentation Occitane de Béziers (actuel CIRDOC) et la bibliothèque municipale de Marseille lui rendent hommage.
- 1984 : Le film qu’Henri Moline lui a consacré en 1974 est diffusé sur le réseau national de FR 3.
- 1985 : Parution des Prosas geograficas.
- 1988 : Parution de Mesclas[2].
- 1993 : Jòrgi Reboul décède à Septèmes-les-Vallons.

## Œuvre poétique
- A couar dubert, préface d'Antoni Conio, 1928.
- Calignàni, 1929.
- Escapolon, préface de Charles Camproux, 1930.
- Sènso relàmbi, éditions Marsyas, 1932.
- Terraire nòu, éditions Marsyas, 1937.
- Petite suite forézienne, 1944.
- Chausida, préface d'Andrée-Paule Lafont, coll. Messatges, I.E.O., 1963.
- Cantadissas, 4 Vertats, 1971.
- Sènsa relàmbi suivi de Terraire nòu, réédition, coll. Messatges, I.E.O., 1976.
- Silviana canta, revue OC, no 241.
- Pròsas geograficas, préface de Jean-Marie Petit, 51 poèmes, coll. Mirondela, Vent Terral, 1985.
- Mesclas, préface de Jean-Luc Pouliquen, Les Cahiers de Garlaban, 1988.

## Jòrgi Reboul par le son et l'image
- Curriculum vitæ, cassette audio de 60 minutes et livret de 30 poèmes occitans avec traduction française, éditions Mont-Joia, 1984.
- Jòrgi Reboul - a Trets, un jorn que bofava lo mistral, film d’Henri Moline, diffusé sur le réseau national de France 3 le 11 mars 1984.

## Postérité
- Une rue de Marseille porte son nom ainsi que la médiathèque municipale de Septèmes-les-Vallons[3].
- Grand lauréat des jeux floraux de Sceaux en 1929[4].

## Bibliographie sur l'auteur

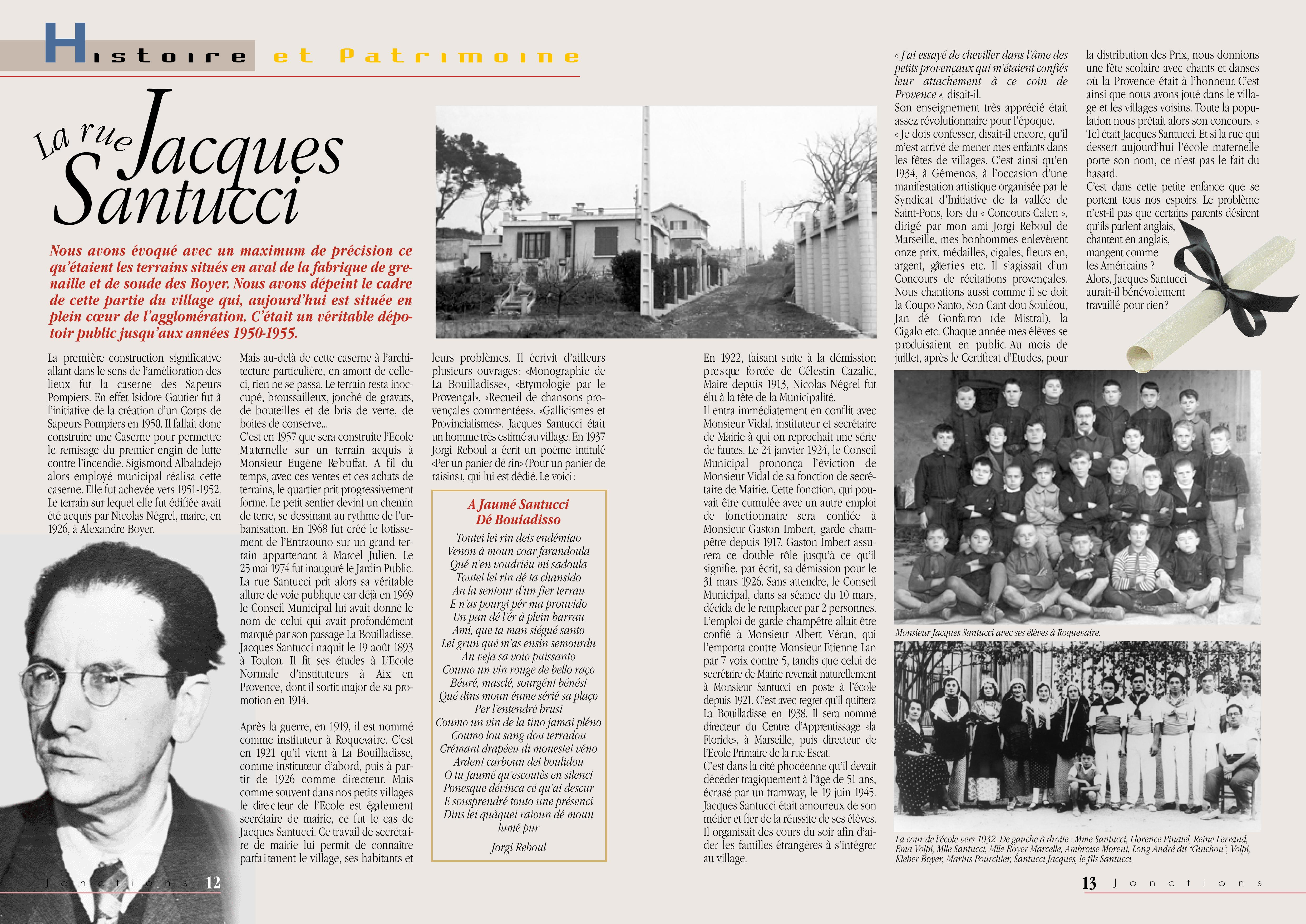
Poème en l'hommage de Jacques SANTUCCI maire de La Bouilladisse